# Loma de Ucieza
Loma de Ucieza – gmina w Hiszpanii, w prowincji Palencia, w Kastylii i León, o powierzchni 71,23 km². W 2011 roku gmina liczyła 262 mieszkańców.